# Thom Yorke
Thomas «Thom» Edward Yorke (Wellingborough, Northamptonshire, 7 de octubre de 1968) es un músico británico, conocido por ser vocalista y compositor principal del grupo de rock alternativo Radiohead. Conocido por su voz de falsete, los instrumentos principales que toca son la guitarra y el piano, pero también, el sintetizador, el bajo y la batería.
Thom nació en 1968 en Northamptonshire y posteriormente se trasladó con su familia a Oxfordshire, donde asistió a la Abingdon School y fundó Radiohead con compañeros de escuela. Tras terminar sus estudios en la Universidad de Exeter, Radiohead firmó con Parlophone; su temprano éxito «Creep», y más tarde el álbum OK Computer (1997), hizo una celebridad a la agrupación, y Radiohead alcanzó la aclamación de los críticos y ventas multiplatino. El álbum Kid A (2000) hizo expandir su obra a la música electrónica.
En 2006, lanzó su álbum debut como solista, The Eraser. En 2009 formó el supergrupo Atoms for Peace para interpretar canciones de The Eraser y en 2013 lanzó un álbum con la banda, Amok. En 2014 lanzó su segundo álbum en solitario, Tomorrow's Modern Boxes. Ha colaborado con artistas como Flea, DJ Shadow, Björk, Flying Lotus o PJ Harvey. Con el artista Stanley Donwood crea las portadas y demás arte de los álbumes de Radiohead. 
Ha sido crítico con la industria musical y ha sido pionero en fórmulas alternativas de publicación de la música, como pay-what-you-want (paga-lo-que-quieras) y BitTorrent, con Radiohead y en solitario. Fuera de la música, es un activista a favor de los derechos humanos, ambientalistas y las causas contra la guerra.
En 2002, Q nombró a Yorke la sexta persona más poderosa en la música. En 2005, los lectores de Blender y MTV2 le votaron como el 18.º mejor cantante de todos los tiempos. En 2008, la revista Rolling Stone clasificó a Yorke como el 66.º mejor cantante de todos los tiempos.

## Primeros años

### Infancia

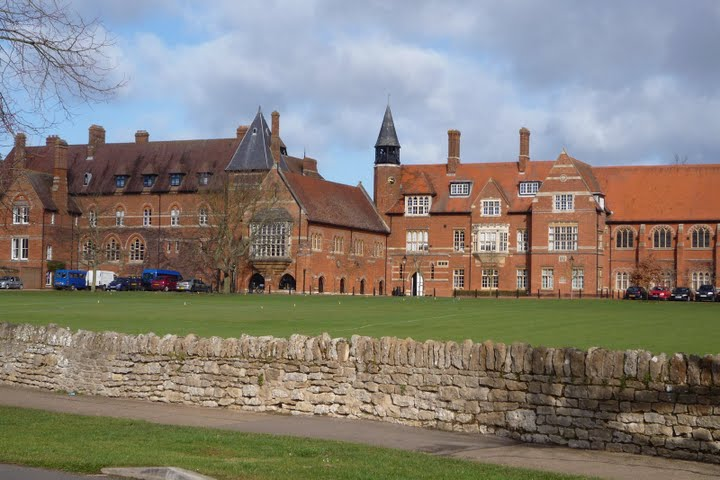
La escuela Abingdon, donde Yorke formó Radiohead con compañeros de clase.

Thom Yorke nació con parálisis facial, lo cual le obligó a someterse a varias operaciones en su niñez, quedando con ambliopía. Ha declarado que su última intervención fue una auténtica equivocación que le causó la caída del párpado.
Su familia se trasladó a menudo antes de establecerse en Oxfordshire, donde el padre de Yorke era físico nuclear y trabajaba como vendedor de equipo y productos químicos, puesto que le obligaba a realizar constantes viajes por el país.
Thom se adentró en el mundo de la música a la edad de siete años, cuando consiguió su primera guitarra, animado tras ver a Brian May en un concierto televisado de Queen. Más tarde, con unos 10 años, Yorke construyó su propia guitarra casera, intentando imitar lo que había hecho May con su Red Special, aunque no quedó satisfecho con el resultado. Empezó a componer pronto. Su primera canción, "Mushroom Cloud" describía una explosión nuclear. A la edad de 10 años se unió a su primer grupo de música. Recibió clases en el colegio privado Abingdon, donde conoció a sus compañeros Ed O'Brien, Phil Selway, Colin Greenwood y al hermano pequeño de Colin, Jonny.
Su primer grupo se llamó On A Friday, pues el viernes era el único día en el que todos los chicos podían ensayar. Yorke en un principio tocaba la guitarra y cantaba, mientras que seguía mejorando sus capacidades para componer tanto música como letras. Yorke ha declarado en relación con la influencia musical que recibió durante su estancia en la escuela que pudo soportar su estadía allí porque el departamento de música estaba separado del resto del colegio. Este departamento contaba con pianos y pequeños locales de ensayo, donde solía pasar mucho tiempo al salir de clase." El profesor de música del colegio, Terence Gilmore-James, se convirtió en el mentor de la banda en el colegio. De acuerdo con las declaraciones de los miembros del grupo, él era el único que los animó a seguir adelante. Colin Greenwood declaró "Cuando empezamos, su apoyo era muy importante para nosotros, porque no recibíamos ninguno por parte del director. Es más, éste incluso nos mandó una vez una factura, cobrándonos por el uso de propiedad privada del colegio, por ensayar en uno de los locales un domingo".

### Estancia en la Universidad
Thom Yorke asistió a la Universidad de Exeter, donde estudió bellas artes y literatura inglesa. Yorke recuerda un espectáculo de Siouxsie Sioux en Oxford en 1985 que lo inspiró a convertirse en músico. Mientras tanto trabajaba de DJ y tocaba de vez en cuando con los grupos Headless Chickens y Flickernoise. También trabajó una temporada en un hospital psiquiátrico. Su último trabajo antes de firmar el contrato con EMI fue como vendedor de trajes para hombres. Durante su segundo año pudo usar y quedar impresionado por los ordenadores Macintosh que había adquirido la universidad. Por esta época conoció a Stanley Donwood, artista que desde 1994 se convertiría en un importante colaborador en los álbumes y singles de Radiohead. Yorke usaba el alias 'The White Chocolate Farm', o 'Tchock' mientras trabajaba con Donwood. Juntos ganarían un Grammy al mejor embalaje de álbum en 2002, por la edición especial limitada de Amnesiac.
En 1987, Yorke y su novia se vieron involucrados en un accidente de coche. Aunque él salió ileso, su novia sufrió un latigazo en el cuello por el impacto. Este accidente es la causa de la fobia de Yorke a los coches, que se haría presente posteriormente en canciones como "Airbag", "Killer Cars", "Stupid Car" y "Drunkk Machine".

## Carrera musical

### Radiohead

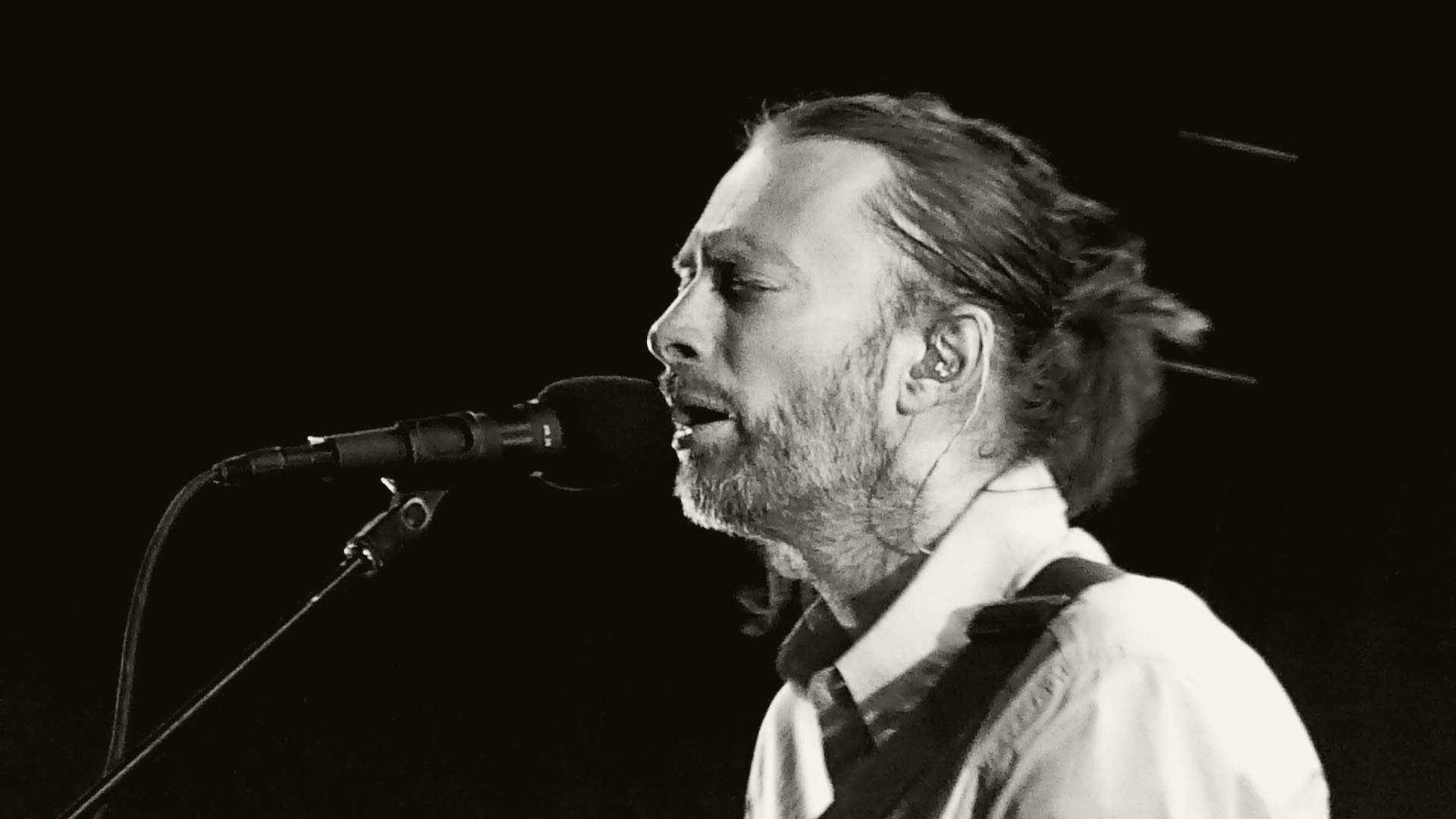
Thom Yorke en un concierto con Radiohead en 2012.

"On A Friday" se reunió de nuevo en 1991, cuando sus miembros estaban terminando sus carreras universitarias. Mientras tanto, Yorke consiguió un trabajo vendiendo trajes para hombres. Se volvieron a trasladar a Oxford, donde firmaron un contrato con la discográfica Parlophone y cambiaron su nombre por Radiohead, cogido de una canción del grupo Talking Heads perteneciente a su álbum True Stories. Radiohead se convirtió en uno de los grupos más exitosos del mundo. Por esto, las canciones de Yorke se convirtieron en sinónimo de la cultura de finales del siglo XX. Temas como la tecnología, el existencialismo urbano, la enfermedad y el amor dominan sus letras. Thom usa el pseudónimo Tchock cuando realiza el arte para los álbumes.
Es muy amigo del cantante de R.E.M., Michael Stipe, acudiendo ambos a conciertos del grupo del otro, ya que son fanes mutuos. Thom ha confesado frecuentemente que Michael fue fuente de inspiración para un montón de sus canciones, además de ayudarle a salir de la depresión que padeció en el espacio de tiempo entre los álbumes OK Computer (1997) y Kid A (2000). Yorke ha destacado también por su campaña en actividades políticas como Fair Trade, movimientos pacifistas y Amnistía Internacional.
Tanto Thom Yorke como los otros miembros de Radiohead reciben influencia de diversos géneros musicales, pasando por el Rock de Queen y Elvis Costello; el Rock alternativo de los años 80 como R.E.M., Pixies, The Smiths, Talking Heads y Sonic Youth; cantautores como Neil Young y Scott Walker; el Post-Punk de Clinic, Joy Division, Magazine y Siouxsie And The Banshees; El Pop-Rock de los años 60 que incluye a The Beatles y The Beach Boys; la Electrónica de los años noventa como Boards of Canada, DJ Shadow, Aphex Twin, Autechre; el Krautrock de Can y Neu!; el Jazz de Charles Mingus y Miles Davis; la música clásica del siglo XX como Olivier Messiaen; Krzysztof Penderecki; Ennio Morricone.

### Otros proyectos

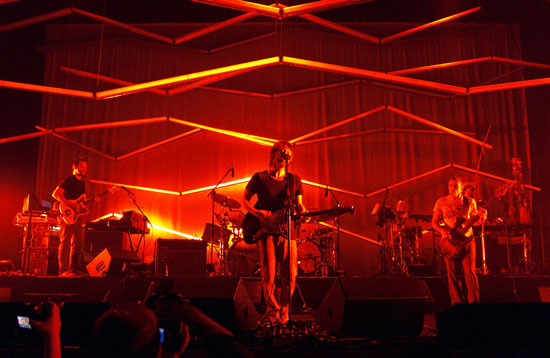
El supergrupo de Yorke, Atoms for Peace, durante un concierto.

En 1998 colaboró con el grupo Unkle en el tema "Rabbit in Your Headlights", compuesto por Thom junto a DJ Shadow e incluido en el álbum Psyence Fiction. Ese mismo año participó, junto a Jonny Greenwood, en la banda sonora de la película Velvet Goldmine donde ambos integraron el supergrupo Venus in Furs, creado especialmente para la misma. En 2004, él y Jonny integraron el supergrupo Band Aid 20, donde Thom se encargó de tocar el piano en una nueva versión del sencillo benéfico "Do They Know It's Christmas?". 
El primer álbum solista de Yorke, The Eraser, se puso a la venta el 10 de julio de 2006 a través XL Recordings en Gran Bretaña y un día después en Estados Unidos. El disco fue producido por Nigel Godrich y Jonny Greenwood participó en la composición del tema que da nombre al álbum. The Eraser recibió reseñas en general positivas y estuvo nominado en la categoría de mejor álbum de música alternativa en los premios Grammy de 2007. El 22 de noviembre de ese año lanzó en Japón el EP Spitting Feathers, que incluía las caras B de The Eraser. En 2009 grabó junto a su hermano Andy un cover del tema "All for the Best" de Miracle Legion para la compilación Ciao My Shining Star: The Songs of Mark Mulcahy. Ese mismo año participó en la banda sonora de la película The Twilight Saga: New Moon, creando para la misma la canción "Hearing Damage". El 21 de septiembre de 2009, Yorke publicó dos temas editados en un sencillo: «Feeling Pulled Apart by Horses», que data de las sesiones del año 2001, y la inédita «The Hollow Earth».
A finales de 2009, Yorke formó un nuevo grupo integrado además por Flea (Red Hot Chili Peppers), Joey Waronker, Mauro Refosco y su productor Nigel Godrich, para tocar los temas de The Eraser y material inédito. En febrero de 2010, Thom Yorke bautizó al nuevo grupo con el nombre de Atoms for Peace y realizó una gira de conciertos en Estados Unidos, incluyendo el Festival de Coachella. El 25 de junio de 2010, Yorke y Jonny Greenwood actuaron de forma sorpresa en el Festival de Glastonbury, interpretando tanto canciones solistas de Thom como temas de Radiohead. En una entrevista el 21 de septiembre de 2011, Thom reveló que Flea y él estaban finalizando el primer álbum de Atoms for Peace. Flea afirmó además la participación de Nigel Godrich como productor. El 6 de septiembre de 2012, Atoms for Peace lanzan el sencillo "Default" en iTunes, al mismo tiempo que presentan su página web. El 25 de febrero de 2013 Atoms for Peace publicó su primer álbum, titulado Amok, bajo el sello XL Recording. El 28 de febrero de 2013, el videoclip de la canción "Ingenue", perteneciente al álbum, es subido a YouTube. En el mismo, Thom Yorke baila con la bailarina contemporánea Fukiko Takase. Ese mismo año el supergrupo salió nuevamente de gira.
El 26 de septiembre de 2014, Yorke publicó su segundo álbum en solitario, Tomorrow's Modern Boxes, por medio del portal BitTorrent. El mismo fue producido por Nigel Godrich. El 25 de febrero de 2015 se publicó la banda sonora del documental protesta The UK Gold (2013), compuesta por Yorke y Robert Del Naja (Massive Attack). Se lanzó de forma gratuita a través del sitio web UK Uncut y de SoundCloud con motivo del estreno televisivo ese mismo día del documental. En la misma participan también su compañero de Radiohead Jonny Greenwood, Guy Garvey (Elbow) y Euan Dickinson (ingeniero de sonido de Massive Attack). Thom realizó también la banda sonora del film Suspiria (2018), dirigida por Luca Guadagnino y remake del clásico italiano de 1977.
En mayo de 2021, realizó una presentación la edición virtual del festival de Glastonbury junto al guitarrista Jonny Greenwood y el baterista Tom Skinner, en un proyecto llamado The Smile, el cual presentó un set de canciones inéditas junto con una nueva versión de "Skirting on the Surface”, que posteriormente fueron confirmadas por el productor Nigel Godrich como parte del álbum A Light for Attracting Attention. 
Yorke también ha colaborado con cantantes como PJ Harvey y Björk, grupos de rock como Drugstore, y artistas de música electrónica como Flying Lotus, Modeselektor, Burial y Four Tet.

## Vida personal
Yorke practica el yoga y la meditación. Mantuvo una relación sentimental con la artista plástica Rachel Owen (fallecida en 2016) durante 23 años, a quien conoció en la Universidad de Exeter. Se casaron en privado en mayo de 2003 y tuvieron un hijo, Noah (nacido en 2001, al que dedicó el álbum Amnesiac y la canción "Sail to the Moon") y una hija, Agnes (nacida en 2004, a la que dedicó su trabajo solista The Eraser). El 15 de agosto de 2015 anunció su separación de Rachel "después de 23 altamente creativos y felices años". En el año 2016 salió a la luz que mantiene una relación sentimental con la actriz italiana Dajana Roncione. Su hermano menor, Andy Yorke, fue cantante de la banda Unbelievable Truth de 1993 a 2000.

## Voz
Thom tiene una gran facilidad para el falsetto. Según diversas fuentes tiene un rango de 4 octavas, y su voz ocupa el lugar 66° de los mejores cantantes de la historia de la revista Rolling Stone.

## Visión de la industria musical
Yorke ha sido crítico con la industria musical y ha hecho muchas declaraciones polémicas sobre ella. En julio de 2013, Yorke y Nigel Godrich quitaron toda la música de Atoms for Peace y de la carrera en solitario de Yorke del servicio de streaming de música Spotify, acompañando varios tuits que justificaban esta acción En octubre de 2013, Yorke llamó a Spotify "el último suspiro de la vieja industria", añadiendo que solo se beneficiaban los grandes sellos con grandes catálogos a la espalda, y animó a los artistas a crear sus propias "conexiones directas" con el público.
Además, ha sido pionero en fórmulas alternativas de publicación de la música, como pay-what-you-want (paga-lo-que-quieras), usado en la publicación de In Rainbows (2007), o BitTorrent, en el caso de su álbum solista Tomorrow's Modern Boxes (2014). En junio de 2015, Yorke permitió que su música fuera transmitida en Apple Music, el servicio de streaming de Apple.

## Activismo

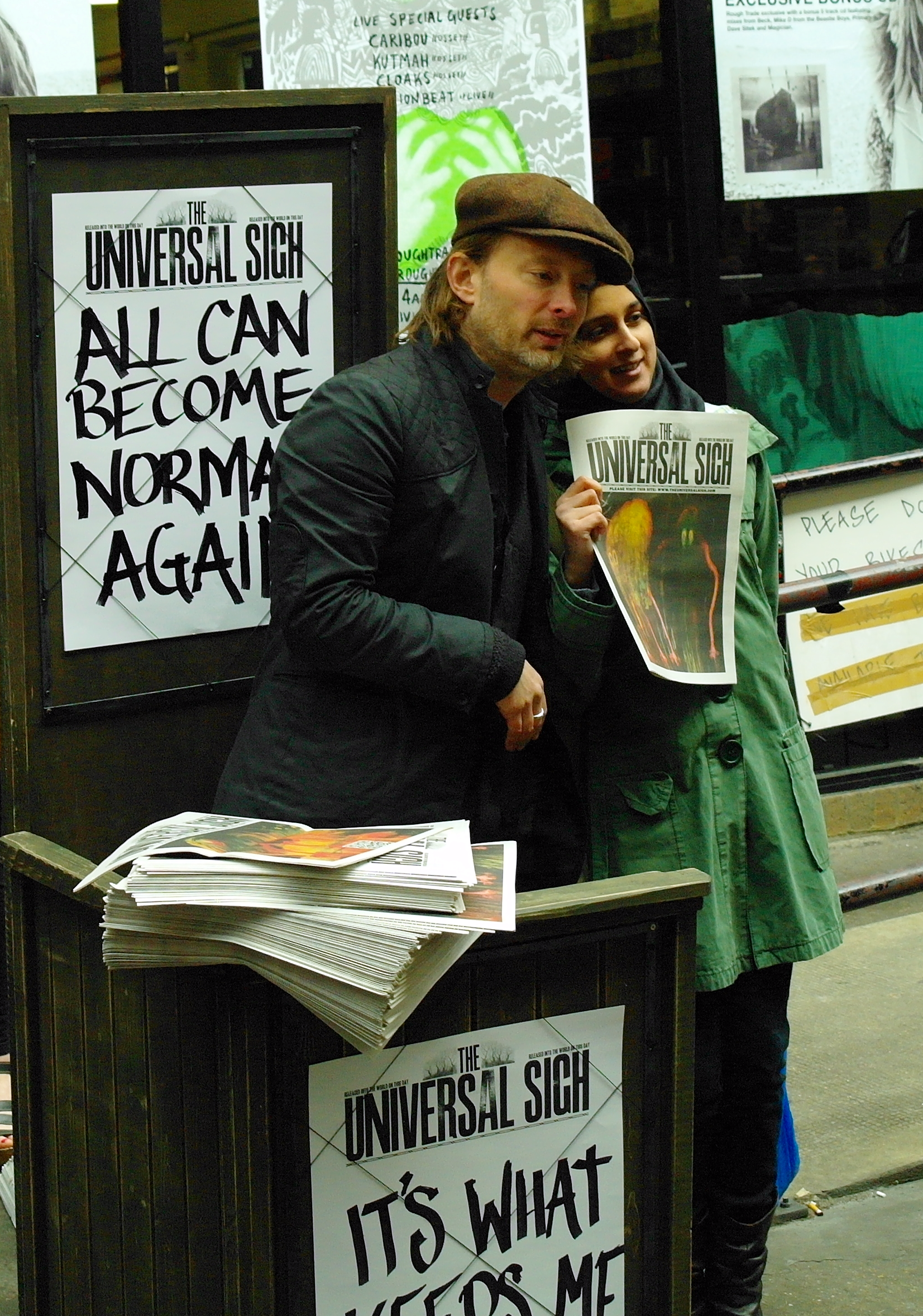
Yorke distribuyendo el periódico The Universal Sigh durante la promoción de The King of Limbs (2011).

Desde la década de 2000, Yorke ha hablado abiertamente sobre diversos temas políticos y sociales contemporáneos. El grupo Radiohead había leído No logo: el poder de las marcas de Naomi Klein durante las sesiones de grabación de Kid A (de hecho, el nombre de este libro fue considerado como un posible título para el álbum) y todos los miembros habrían sido fuertemente influenciado por él, aunque Yorke afirmó: "no me enseñó nada que no supiera ya".
El activismo de Yorke en apoyo de las prácticas de comercio justo, junto a Anti-OMC y su postura antiglobalización, llamó particularmente la atención en la década de 2000. Yorke se había referido previamente a las maquiladoras en el título de una cara B de Radiohead en 1995, y denunció al Fondo Monetario Internacional en "Electioneering" de 1997. Yorke también es un fan declarado de los escritos políticos de Noam Chomsky y es vegano. 
Yorke es también reconocido como activista político en nombre de los derechos humanos, ambientalistas y las causas contra la guerra, incluyendo el Jubileo 2000, Amnistía Internacional y la Comisión de Estupefacientes, el Partido Verde de Inglaterra y Gales, y Amigos de la Tierra. 
Radiohead ha tocado en los conciertos de Tibetan Freedom Concert de 1997, 1998 y 1999 (este último solo con Thom y Jonny), y en un concierto de Amnistía Internacional en 1998, entre otros eventos benéficos. En 2005, Yorke participó de una vigilia durante toda la noche por el Movimiento de Comercio Justo. Ese mismo año, Yorke fue nombrado portavoz de la ONG Amigos de la Tierra (Friends of Earth, en inglés) para participar en su campaña destinada a reducir las secuelas del efecto invernadero, denominada The Big Ask. En 2006, Jonny Greenwood y Yorke realizaron un concierto especial benéfico para Amigos de la Tierra. Yorke fue noticia el mismo año por negarse a la solicitud del primer ministro Tony Blair para reunirse con él y discutir sobre el cambio climático, declarando que Blair "no tenía credenciales ambientales".
Yorke ha sido posteriormente crítico con su propio uso de la energía. Ha dicho que el uso del transporte aéreo de la industria de la música es peligroso e insostenible, y que iba a tener en cuenta este problema a la hora de pensar sus giras si las nuevas normas de emisiones de carbono no obligan a que la situación mejore. Radiohead encargó un estudio realizado por el grupo Best Foot Forward, que los ha ayudado a elegir los lugares y métodos de transporte que reduzcan considerablemente el carbón gastado en su gira de 2008. La banda también hizo uso de un nuevo sistema de iluminación led de bajo consumo y alentó a festivales para ofrecer plásticos reutilizables.
En diciembre de 2009, Yorke tuvo acceso a la Conferencia Internacional sobre el Cambio Climático de 2009 (COP 15) en Copenhague, haciéndose pasar por un miembro de los medios de comunicación. En el mismo año prestó su apoyo al proyecto 10:10, un movimiento para animar a la gente a tomar acciones positivas sobre el cambio climático mediante la reducción de sus emisiones de carbono.
El 16 de diciembre de 2013, Yorke coescribió con Ed O'Brien (Radiohead), Peter Gabriel (Genesis), Serj Tankian (System of a Down) y Tjinder Singh (Cornershop), una petición lanzada por la campaña Free Tibet destinada a Wu Aiying, Ministro de Justicia de China, solicitando la liberación de ocho cantantes tibetanos encarcelados en China: Lolo, Chakdor, Pema Trinley y Shawo Tashi, condenados en 2013, Kalsang Yarphel, detenido en 2013, y Ugyen Tenzin, Achok Phulsung y Choksal, condenados en 2012.

## Discografía

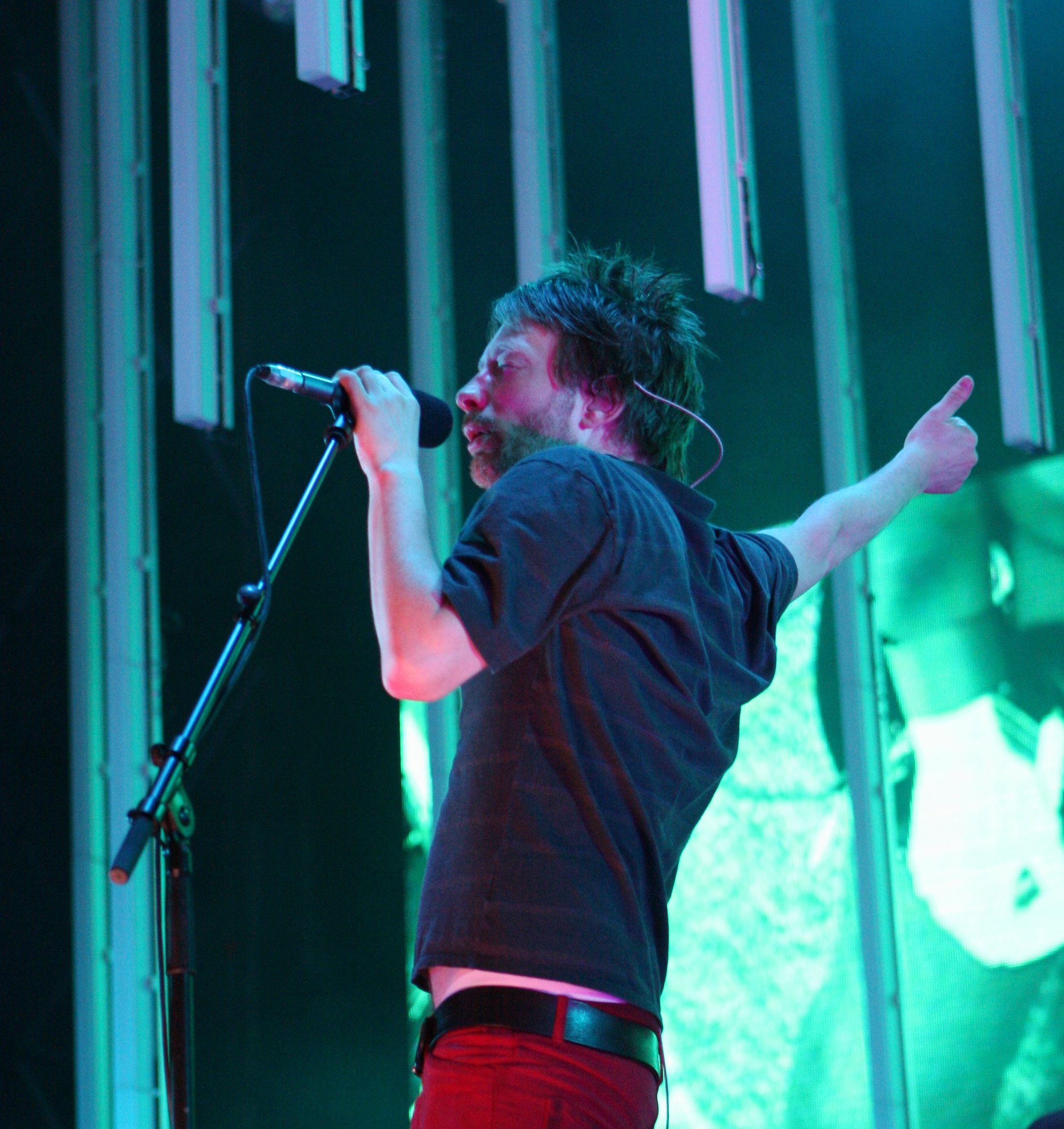
Thom Yorke con Radiohead en el Daydream Festival de Barcelona (2008).

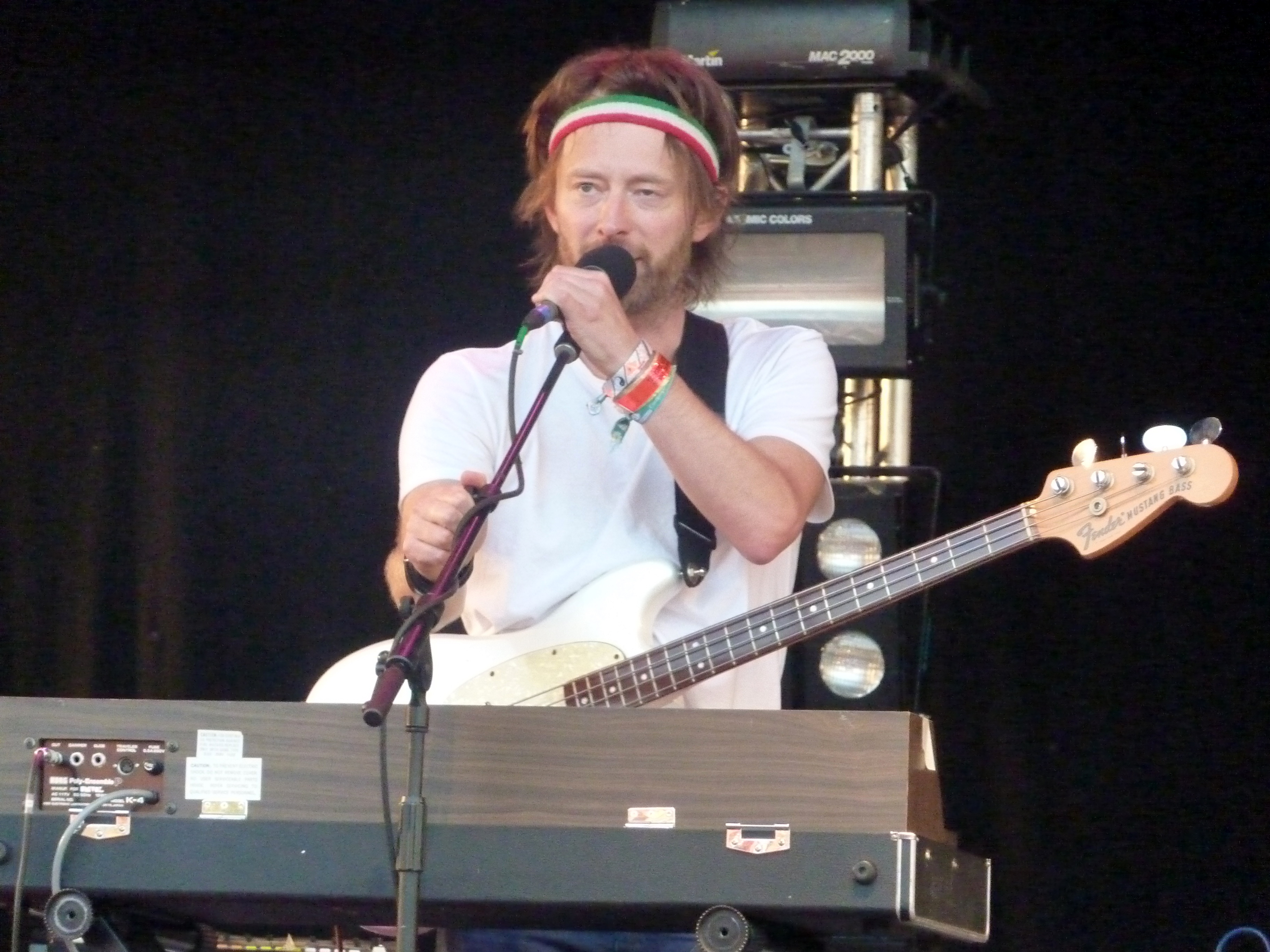
Yorke en el Festival de Glastonbury de 2010.

### Con Radiohead

#### Álbumes de estudio
- 1993: Pablo Honey
- 1995: The Bends
- 1997: OK Computer
- 2000: Kid A
- 2001: Amnesiac
- 2003: Hail to the Thief
- 2007: In Rainbows
- 2011: The King of Limbs
- 2016: A Moon Shaped Pool

### Con Atoms for Peace

#### Álbumes de estudio
- Amok (2013)

### Con The Smile

#### Álbumes de estudio
- A Light for Attracting Attention (2022)
- Wall of Eyes (2024)
- Cutouts (2024)

### En solitario

#### Álbumes de estudio
- The Eraser (2006)
- Tomorrow's Modern Boxes (2014)
- Anima (2019)

#### EP
- Spitting Feathers (2006)

#### Álbumes recopilatorios
- The Eraser Rmxs (2008)

#### Sencillos

##### Como artista principal
De The Eraser
- "Black Swan" (2006)
- "Harrowdown Hill" (2006)
- "Analyse" (2006)

De The Eraser Rmxs
- "And It Rained All Night" (Burial remix) / "Skip Divided" (Modeselektor Remix) / "Analyse" (Various Remix) (2008)
- "Atoms For Peace" (Four Tet Remix) / "Black Swan" (Cristian Vogel Spare Parts Remix) / "Black Swan" (Vogel Bonus Beat Eraser Remix) (2008)
- "The Clock" (Surgeon remix) / "Harrowdown Hill" (The Bug Remix) / "Cymbal Rush" (The Field Late Night Essen Und Trinken Remix) (2008)

Otros
- "Feeling Pulled Apart By Horses" / "The Hollow Earth" (2009)
- "Ego" / "Mirror" (con Burial y Four Tet) (2011)
- "Shipwreck" (con Modeselektor) (2011) - Del álbum Monkeytown
- "This" (con Modeselektor) (2012) - Del álbum Monkeytown
- "Youwouldn'tlikemewhenI'mangry" (2014)

##### Como artista invitado
- "El President" (con Drugstore) (1998) - Del álbum White Magic for Lovers
- "Rabbit in Your Headlights" (con UNKLE) (1998) - Del álbum Psyence Fiction
- "Do They Know It's Christmas?" (2004) - Tocó el piano como parte de Band Aid 20
- "Náttúra" (con Björk) (2008)

##### Sencillos promocionales
- "I've Seen It All" (con Björk) (2000) - Del álbum Selmasongs
- "All for the Best" (con Andy Yorke) (2009) - Del álbum Ciao My Shining Star: The Songs of Mark Mulcahy
- "Hearing Damage" (2009) - De la banda sonora de la película The Twilight Saga: New Moon

## Bandas sonoras

### Como compositor
- The Twilight Saga: New Moon (2009). Solo la canción "Hearing Damage".
- Desfile de moda Rag & Bone (2012).
- The UK Gold (2015). Documental. Compuesta con Robert Del Naja.
- Exhibición The Panic Office (2015). Muestra de arte de Stanley Donwood en la que contribuyó con el tema "Subterranea", de 18 días de duración.
- Old Times (2015). Obra de teatro de Roundabout Theatre Company.
- Suspiria (2018). Película de Luca Guadagnino. Primera banda sonora de una película compuesta íntegramente por Yorke en solitario.
- Why Can't We Get Along (2018). Cortometraje publicitario de la marca de ropa Rag & Bone dirigido por Benjamin Millepied, Aaron Duffy y Bob Partington.

### Como intérprete
- Velvet Goldmine (1998).